# Sonae Indústria
A Sonae Indústria é uma empresa industrial do sector dos derivados de madeira. A Sonae Indústria está presente em cinco países: Portugal, Espanha, Alemanha,Canadá,  e África do Sul.

## História
A Sonae foi fundada em 1959 na Maia, onde tem a sua sede, com o objectivo de produzir termolaminados decorativos. A sua denominação actual surgiu a partir das iniciais da designação social da empresa: Sonae - Sociedade Nacional de Estratificados, SARL.
Em 1993 adquire um grupo espanhol do sector - a Tafisa. Na sequência da aquisição, a Sonae Indústria expande as suas actividades para o Canadá com o arranque de uma fábrica de aglomerados de madeira e paralelamente, expande a sua actividade comercial para o Brasil e África Austral.
Em 1998, adquire cerca de 85% do capital da empresa alemã Glunz AG, através da sua participada Tafisa. Com a aquisição da Glunz AG, expande a sua base industrial para a Alemanha e França, neste último caso através da Isoroy, empresa até então detida pela Glunz AG. A aquisição da Glunz AG permitiu um alargamento da gama de produtos até então existentes, passando a dispor, na sua gama de produtos, de novos conceitos como OSB (Oriented Strand Board), Softboard e contraplacado.[carece de fontes?]
Em agosto de 2000 adquire a Sappi Novobord.[carece de fontes?] Em Setembro de 2005, teve início a operação de cisão-fusão e fusão da Sonae – SGPS, S.A., com efeitos a partir do dia 20 de Dezembro de 2005.[carece de fontes?]
Entre 2008 e 2015, e já num contexto de crise económica e financeira a nível mundial, a Sonae Indústria passou por um processo de restruturação que originou uma redução significativa da capacidade instalada através do desinvestimento em ativos e encerramento de fábricas, que resultou no perímetro atual, com operações industriais em Portugal, Espanha, Alemanha, Canadá e África do Sul.
Em maio de 2016 foi concluída uma parceria estratégica entre a Sonae Indústria, SGPS,S.A. e a Inversiones Arauco Internacional, Limitada (Arauco) através da parceria 50/50, “Sonae Arauco”, que engloba as operações de painéis derivados de madeira, químicos e papel impregnado que a Sonae Indústria detém na Europa e África do Sul.